# Helge Rehbinder
Helge Edvard Reinhold Rehbinder, född 19 oktober 1824 på Åbylund i Strå socken, död 20 augusti 1883 i Kristianstad, var en svensk friherre, militär och godsägare.
Han blev fanjunkare vid Jämtlands fältjägarkår 1836 och student vid Uppsala universitet 1842 där han bedrev akademiska studier. Han avlade officersexamen 1843 och blev underlöjtnant vid vid Jämtlands fältjägarkår 1843. Han förflyttades 1844 till Vendes artilleriregemente där han utnämndes till löjtnant 1850. Han var kommenderad med regementet till Slesvig 1850. Han var adjutant hos kronprinsen-regenten från maj 1858 och blev  kammarherre där i oktober 1858. Rehbinder blev kapten 1859 och adjutant hos kungen samma år samt kammarherre hos drottningen 1859. Han blev major i armén 1867 och vid regementet 1868. Han fick avsked från adjutantsbefattningen hos konungen 1868 och blev tjänstfri vid hovet 1871. Han blev överstelöjtnant i armén 1877 och vid regementet 1878 samt överste och chef för Vendes artilleriregemente 1882. Rehbinder blev riddare av Dannebrogorden 1860 och riddare av Svärdsorden 1865 och tilldelades drottning Lovisas minnesmedalj i guld. Han ägde och brukade Åbylund säteri 1843–1880 och under sin tid i Kristianstad var han även verksam som kommunalpolitiker.
Han var son till majoren Fredrik Reinhold Rehbinder (1788–1843) och Ulrika Charlotta von Kothen (1801–1828) samt från 1854 gift med grevinnan Gabriella Augusta De la Gardie (1832–1908) som var dotter till landshövdingen Axel Gabriel De la Gardie. Rehbinder är begraven i Kristianstad.